# Rio Oc
Rio Oc é um rio centro-americano da Guatemala.